# Pan učitel
Pan učitel je povídka české spisovatelky Boženy Němcové. Poprvé byly publikována ve sborníku Sborník: kalendář učitelský na rok 1860, který vyšel 21. 9. 1859, a je tak jednou z posledních povídek, kterou autorka napsala a vydala. Vypráví příběh Bětušky, která se sblíží s dobrotivým starým učitelem a jeho manželkou. Ráda se s nimi vídá i poté, co skončí svou školní docházku. Na pohřbu pana učitele prosloví jeho přítel farář chvalořeč, v níž oslaví jeho nezdolnost a přičinlivost coby „křesťana nábožného a učitele dokonalého“.

## Děj
Bětuška, hlavní hrdinka povídky, je malá holčička, která má nastoupit do školy. Její kamarádi jí vyprávějí, jak to tam chodí. Dozvídá se tedy, že pokud zlobí, dostanou rákoskou nebo musí sedět v lavici hanby. Bětuška se obává toho, jaké to bude a moc se jí do první třídy nechce. Její rodiče jsou přesvědčeni, že městská škola, kam chodí i děti ze sousedství, není nic pro jejich dceru. Proto se rozhodnou ji poslat do vesnické školy ve Chvalíně, kde bydlí Bětuščina kmotra Anežka.
První den se hlavní hrdince do školy příliš nechce, bojí se, že pan učitel bude zlý. Naštěstí se mýlí, pan učitel i se svou ženou Verunkou jsou oba velice milí a laskaví lidé. Děti ve škole učí psát, číst, počítat a mnoho dalšího. Jak léta plynou, Bětuška je starší, a chodí dokonce panu učiteli pomáhat plít záhony, zalévat a hospodařit, přičemž ji všemu učí právě Verunka.
Po splnění povinné docházky Bětuška odjíždí a do Chvalína se vrací až za několik let. Bohužel zjistí, že Verunka zemřela a pan učitel taktéž. Stihne pouze jeho pohřeb, kde se všichni přítomní dozvídají o jeho životě.

## Přijetí díla a interpretace
Historik Vincenc Vávra na konci 19. století uvedl, že se jedná o zaznamenání autorčiných vzpomínek na studium ve škole v obci Chvalkovice. Zároveň ale zdůraznil, že se jde o povídku a Němcová si zde některé věci poupravila a idealizovala. Dílo proto nelze brát jako zcela pravdivé výpovědi o autorčině dětství, které strávila v Chvalkovicích. V roce 1907 o povídce Pan učitel vyšel  v periodiku Vychovatel článek, ve kterém je přiblížena postava chvalkovického „pana učitele“. Je zde vyobrazen jako ideál učitele, člověk na svém místě, který žáky vede správným směrem. Nechá je objevovat, poznávat, učí je o vlasti, vede ke zpěvu a mnoho dalšího. Tento učitel, Augustin Purm, je zde popisován právě na základě informací z povídky Pan učitel. Julius Fučík se domníval, že Němcová viděla ve vzdělání „klíč k osvobození ženy“ a brala ho osobně. K tomuto tématu se podle něj vracela ve většině svých děl, ale Pan učitel z něj celý vyrůstá.
Podle Daniely Hodrové je text současně vzpomínkou i „názorným obrazem“ ideálního stavu, čemuž napovídá i to, že povídka vyšla ve sborníku určeném učitelům. Prostor povídky je postaven na „vlídném a účelném“ vnitřku školy, kde vedle sebe stojí nehybné objekty (portrét panovníka) a dějotvorné objekty, v jejichž středu stojí „pan učitel“. Hodrová také připomíná, že v České Skalici vznikla v rámci monumentalizace Barunčina škola, která je inspirována Babičkou a Panem učitelem a funguje jako kombinace klasického muzea a rekonstrukce textu (nachází se zde podobizna císaře, housle a názorné obrázky apod.).